# Forbidden Rocks
Die Forbidden Rocks (englisch für Verbotene Felsen) sind ein gerader Gebirgszug aus Felsvorsprüngen im westantarktischen Ellsworthland. In den Jones Mountains ragen sie zwischen dem Haskell- und dem Walk-Gletscher am Westrand der Christoffersen Heights auf.
Die Mannschaft der University of Minnesota, die von 1960 bis 1961 die Jones Mountains erkundete, kartierte und benannte sie. Namensgebend war der Umstand, dass ein Gebiet aus Gletscherspalten den Zugang zu ihnen aus nordwestlicher Richtung unmöglich machte.